# U.K. Breakfast
『U.K. Breakfast』（ユーケイ・ブレックファスト）は1987年12月9日に発売されたTHE ALFEE12枚目のオリジナルアルバム。

## 概要
シングル「My Truth」（カップリング曲 「It's Alright」はカセットテープ・CDのみ収録）を含む全9曲収録。
翌年1月21日に、6曲目収録の「1月の雨を忘れない （カップリング曲 Girl）」がシングル・カットされた。
トラックダウンとミックスをイギリスで行なった。
「白夜 -byaku-ya-」以降の流れで打ち込みを多用したテクノ楽曲が目立つのが本作の特徴である。

## 収録曲
| 全作詞・作曲: 高見沢俊彦。 |                                  |            |            |                       |      |
| #                          | タイトル                         | 作詞       | 作曲・編曲 | 編曲                  | 時間 |
| 1.                         | 「Far Away」                     | 高見沢俊彦 | 高見沢俊彦 | THE ALFEE             | 4:21 |
| 2.                         | 「Girl」                         | 高見沢俊彦 | 高見沢俊彦 | THE ALFEE with 井上鑑 | 4:07 |
| 3.                         | 「Stand Up, Baby -愛こそすべて」 | 高見沢俊彦 | 高見沢俊彦 | THE ALFEE             | 3:58 |
| 4.                         | 「黄昏に瞳を閉じて」             | 高見沢俊彦 | 高見沢俊彦 | THE ALFEE             | 4:32 |
| 5.                         | 「聖夜 -二人のSilent Night-」    | 高見沢俊彦 | 高見沢俊彦 | THE ALFEE             | 5:38 |

| #         | タイトル                 | 作詞      | 作曲・編曲 | 編曲                  | 時間 |
| --------- | ------------------------ | --------- | ---------- | --------------------- | ---- |
| 1.        | 「1月の雨を忘れない」    |           |            | THE ALFEE             | 4:59 |
| 2.        | 「クリスティーナ」       |           |            | THE ALFEE with 井上鑑 | 4:56 |
| 3.        | 「My Truth」             |           |            | THE ALFEE with 井上鑑 | 6:01 |
| 4.        | 「終わりなきメッセージ」 |           |            | THE ALFEE             | 6:41 |
| 合計時間: | 合計時間:                | 合計時間: | 45:07      |                       |      |

| #         | タイトル                          | 作詞      | 作曲・編曲 | 編曲                  | 時間 |
| --------- | --------------------------------- | --------- | ---------- | --------------------- | ---- |
| 1.        | 「Far Away」                      |           |            | THE ALFEE             | 4:21 |
| 2.        | 「Girl」                          |           |            | THE ALFEE with 井上鑑 | 4:07 |
| 3.        | 「Stand Up, Baby -愛こそすべて-」 |           |            | THE ALFEE             | 3:58 |
| 4.        | 「黄昏に瞳を閉じて」              |           |            | THE ALFEE             | 4:32 |
| 5.        | 「聖夜 -二人のSilent Night-」     |           |            | THE ALFEE             | 5:38 |
| 6.        | 「1月の雨を忘れない」             |           |            | THE ALFEE             | 4:59 |
| 7.        | 「It's Alright」(CDのみ収録)      |           |            | THE ALFEE             | 4:44 |
| 8.        | 「クリスティーナ」                |           |            | THE ALFEE with 井上鑑 | 4:56 |
| 9.        | 「My Truth」                      |           |            | THE ALFEE with 井上鑑 | 6:01 |
| 10.       | 「終わりなきメッセージ」          |           |            | THE ALFEE             | 6:41 |
| 合計時間: | 合計時間:                         | 合計時間: | 49:50      |                       |      |

### 曲解説
※トラック番号はCDに準ずる
1. Far Away
2. Girl
フジテレビ系ドラマ『桃色学園都市宣言!!』主題歌。後にアルフィー2枚目のリカットシングルのカップリング曲として収録された。また、2009年のシングル「夜明けを求めて」にはライブバージョンが収録されている。
3. Stand Up, Baby -愛こそすべて-
この年の春のツアーで曲名未定の状態で初披露され「高見沢がハンドマイクで踊りながら歌う」姿にファンが騒然となった。ギターパートが一切収録されていない。高見沢のソロアルバム『Belrin Calling』に高見沢のソロバージョンが収録されている。
4. 黄昏に瞳を閉じて
5. 聖夜 -二人のSilent Night-
ALFEE初のクリスマスソングで、この年以降、毎年クリスマスイブの武道館コンサートで演奏される。2008年のシングル「Lifetime Love」にはライブバージョンが収録。リードヴォーカルは坂崎だが、2005年の武道館公演では一部を桜井、高見沢も歌っている。
6. 1月の雨を忘れない
「Girl」と共にシングルカットされ、そのタイトル曲となった。なお、オリコンチャートに入ったアルフィーのリカットシングルは2012年現在本作のみである。
7. It's Alright
シングル「My Truth」のカップリング曲をアレンジしたもの。LPには未収録。
8. クリスティーナ
とんねるずのアルバム『河口湖<』に提供した楽曲のセルフカヴァー。1990年の武道館公演（ビデオ『LONG WAY TO FREEDOM REVOLUTION II & Smile photo collection』収録）では石橋貴明がゲスト出演し、この曲を披露した。
9. My Truth
シングルのオリジナルバージョンよりも打楽器とアコースティックギターの音が目立っている。
10. 終わりなきメッセージ
この曲のコーラスパートには、坂崎の母校である東京都立墨田川高校フォークソングクラブの一同が参加している(坂崎はその創設メンバーでもある)。ライブではシーケンサーによってこのコーラスパートが演奏に重ねられている。近年ライヴでは大幅にアレンジが変更されたバージョンで演奏される事があり、その音源は「桜の実の熟する時/風の詩」のカップリングの一つに収録されている。

## 再発売
再発売は3回行われている
- 1989年3月21日
- 1990年10月17日
- 2009年3月18日
  - デビュー35周年に伴うもの

## クレジット
※トラック番号はCDに準ずる
- 高見沢俊彦：Electric Guitar, Guitar Synthesizer
- 坂崎幸之助：Acoustic Guitar
- 桜井賢：Electric Bass
- 長谷川浩二：Drums
- 菊地圭介：Keyboards
- 井上鑑：Keyboards（#2,8,9）
- 山木秀夫：Drums（#2,8,9）
- 山石敬之：Keyboards（#4）
- そうる透：Drums（#4）
- 墨田川高校フォークソングクラブ：Chorus（#8,10）

- Recording Director：HIROSHI WATANABE
- Recording Co-ordinator：TOHRU TANASE, JUNKO YAMAZAKI
- Recorded by KEIZOH SUZUKI, SHIGERU NAKAZATO
- Assisted by SHIGERU NAKAZATO, NOBUO NAMIE, YOHICHI TABETA, TATSUYA SAWADA, NAOHIKO NAKAGAWA, KOHJI UCHIKADO, YOSHIHIKO ANDOH
- Mixed by RAFE McKENNA
- Assisted by STUARTSTAWMAN
- Mastered by IAN COOPER
- Art Direction：KAZUTAMI NISHIMOTO
- Photograph：MINORU OHTO, TAKASHI MATSUDA
- Make-up：KAZUO YAMAZAKI

## 品番
- LP：C28A-0611
- CT：28P-6760
- CD：D32A-0330
- 純金蒸着CD：D35A-0440
- CD：PCCA-00166